# Меридијан (Колорадо)
Меридијан (енгл. Meridian) насељено је место без административног статуса у америчкој савезној држави Колорадо.

## Демографија
По попису из 2010. године број становника је 2.970, што је 2.786 (1514,0%) становника више него 2000. године.
| Група             | 2000.       | 2010.         |
| Белци             | 154 (83,7%) | 2.205 (74,2%) |
| Афроамериканци    | 4 (2,2%)    | 93 (3,1%)     |
| Азијати           | 2 (1,1%)    | 334 (11,2%)   |
| Хиспаноамериканци | 9 (4,9%)    | 247 (8,3%)    |
| Укупно            | 184         | 2.970         |